# Livonir Ruschel
Livonir Ruschel (sinh ngày 2 tháng 7 năm 1979) là một cầu thủ bóng đá người Brasil.

## Sự nghiệp câu lạc bộ
Livonir Ruschel đã từng chơi cho Kawasaki Frontale, FC Tokyo, Urawa Reds, Shimizu S-Pulse, Omiya Ardija và Shonan Bellmare.